# Mr. Robot
A Mr. Robot amerikai televíziós sorozat, producere Sam Esmail, főszereplője Rami Malek. A 10 részes első évadot 2015. június 24. és 2015. szeptember 2. között vetítette az USA Network kábelcsatorna. A sorozat középpontjában egy mentális problémákkal küszködő hacker, Elliot Alderson áll.
A premiert 2015. június 24-ére tervezték, de a sorozatot vetítő csatorna már közel egy hónappal korábban, 2015. május 27-én elérhetővé tette a pilot epizódot online és VOD szolgáltatáson keresztül. A pozitív fogadtatás hatására a második évadot már azelőtt berendelte a tévécsatorna, hogy az első részt televízióban sugározták volna. A televíziós premierre az eredetileg tervezett időpontban, 2015. június 24-én került sor.

## Cselekmény
A thriller műfajú drámasorozat főszereplője a szociális fóbiával és depresszióval küzdő Elliot Alderson. A fiatal férfi New Yorkban él, nappal az Allsafe kiberbiztonsággal foglalkozó vállalatnál rendszergazda, éjjel hacker, aki az emberekkel való kapcsolatteremtési nehézségeit úgy küzdi le, hogy meghackeli őket, hozzáfér az interneten tárolt személyes információikhoz, például az e-mailjeikhez. Elliot a drogfüggőség kezdeti stádiumában van, morfint szed, attól tart, hogy téveszmék gyötrik. A sorozatban a néző is Elliot egyfajta hallucinációjaként van jelen, végig képzelt barátjaként beszél hozzá. Jellemző, hogy az eseményeket a főszereplő narrálja, azok egy részét Elliot képzelt barátjának mondott monológjai ismertetik.
A sorozat cselekményét jóval megelőzően, Elliot nyolcéves korában, édesapja leukémiában meghalt. A férfi az E Corp nevű vállalatnál dolgozott halálát megelőzően. A sorozatban az E Corp egy, a világot behálózó, széles tevékenységi körrel rendelkező konglomerátum, nevét végig Evil Corpnak ejtik a szereplők. Elliot, aki maga is ellenszenvezik a céggel, felkérést kap, hogy csatlakozzon az „fsociety” nevű hackercsoporthoz, melynek célja az E Corp pénzügyi adatbázisainak teljes megsemmisítése, amelynek eredményeképpen a cégnél felhalmozott hitelek megszűnnének, azaz az emberek kitörhetnének az „adósrabszolgaságból”.

## Szereplők

### Főszereplők
- Rami Malek mint Elliot Alderson.[8] Magyar hang: Fehér Tibor. Nappal hálózatfejlesztő/kiberbiztonsági szakértő az Allsafe nevű vállalatnál, éjszaka hacker, akinek feltett szándéka igazságot szolgáltatni. Ilyenkor llegális weboldalak, szolgáltatások üzemeltetőit vagy éppen hűtlen szeretőket buktat le, de később megtudjuk, hogy ennél sokkal nagyobb terve is van. Disszociatív személyiségzavarban szenved, emellett több mentális problémával is küszködik, például klinikai depresszióval, erős szorongással és tömegfóbiával. Valószínűleg ezek is felelősek az antiszociális viselkedéséért és a kábítószerproblémáiért. Az egyik éjszaka internetes támadást észlel az E Corp ellen. Amikor próbálja kideríteni, hogy ki a felelős a DDoS támadásért, szembekerül a rejtélyes Mr. Robottal.
- Christian Slater, a címszereplő Mr. Robot.[9] Magyar hang: Rába Roland. Egy lázadó rendbontó, beveszi Elliotot az fsociety underground hackercsapatba, melynek irányítója.
- Carly Chaikin mint Darlene Alderson.[10] Magyar hang: Szilágyi Csenge. Elliot húga. Nem sokkal a cselekmény kezdete előtt tért vissza a városba. Kártevő szoftvereket készít, része az fsociety hackercsoportnak.
- Portia Doubleday mint Angela Moss, Elliot gyerekkori barátja, akivel együtt dolgozik az Allsafe-nél.[11] Magyar hang: Eke Angéla.
- Martin Wallström mint Tyrell Wellick, az E-Corp egyik feltörekvő alkalmazottja.[12] Magyar hang: Szatory Dávid. Fő motivációja a hatalomszerzés, az istenné válás. Kedvenc ablakkezelője a KDE.
- Gloria Reuben mint Krista Gordon, Elliot pszichiátere.[13] Magyar hang: Spilák Klára

### Mellékszereplők
- Michel Gill mint Gideon Goddard, az Allsafe vezetője.[14] Magyar hang: Fazekas István
- Frankie Shaw mint Shayla Nico, Elliot szomszédja és drogdílere.[15] Magyar hang: Dobó Enikő
- Bruce Altman mint Terry Colby, az E Corp technológiai igazgatója. Magyar hang: Bácskai János
- Ben Rappaport mint Ollie Parker, Angela barátja, az Allsafe munkatársa.[16] Magyar hang: Hamvas Dániel
- Aaron Takahashi mint Lloyd Chong, Allsafe alkalmazott.
- Ron Cephas Jones mint Leslie Romero, az fsociety tagja.[17]
- Azhar Khan mint Sunil "Mobley" Markesh, az fsociety tagja.[17] Magyar hang: Mészáros Máté
- Sunita Mani mint Shama "Trenton" Biswas, az fsociety tagja, muszlim nő. Magyar hang: Dögei Éva
- Michael Drayer mint Francis "Cisco" Shaw, Darlene korábbi barátja, kapcsolatuk egy másik hackercsoporttal, a kínai Dark Armyval.[17] Magyar hang: Szabó Máté
- Stephanie Corneliussen mint Joanna Wellick, Tyrell felesége, gyerekének anyja.[17] Magyar hang: Martinovics Dorina. Nimfomán, mazochista, emellett legalább annyira célorientált, mint partnere. Dán származású, ami azért érdekes, mert néhány jelenetben férjével beszélve anyanyelvét használja, amire ő svédül válaszol.
- Elliot Villar mint Fernando Vera, Shayla drogellátója.[17] Magyar hang: Welker Gábor
- Brian Stokes Mitchell mint Scott Knowles, az E-Corp technológiai igazgatójelöltje. Magyar hang: Rosta Sándor
- Michele Hicks mint Sharon Knowles, Scott Knowles felesége.
- Michael Cristofer mint Phillip Price, az E Corp vezérigazgatója. Magyar hang: Kertész Péter. Évtizedek óta az E Corpnál dolgozik, ugyancsak évek óta vezérigazgatója. A neve akár szimbolikus jelentésű is lehetne, hiszen mindent feláldoz a haszonért és a hatalomért, illetve cége kulcsfontosságú szerepet játszik a világgazdaságban.
- BD Wong mint Whiterose, a Dark Army vezetője. Magyar hang: Takátsy Péter. Egy transzszexuális nő, kiberbűnöző, a Dark Army vezetője, egyben Kína állambiztonsági minisztere. Jelleme titokzatos, annyi azonban biztos, hogy legfontosabb számára az idő - mindenre pontosan megszabja, mikor és mennyit szán.
- Joey Badass mint Leon
- Grace Gummer mint Dominique "Dom" DiPierre. Magyar hang: Nemes Takách Kata. Egy FBI-ügynök, az fsociety után nyomoz. Kiváló a szakmájában, ami részben annak a következménye, hogy egész nap képes az aktuális ügyön dolgozni. Saját bevallása szerint ez azért lehetséges, mert nincs élete.
- Craig Robinson mint Ray Heyworth
- Bobby Cannavale mint Irving. Magyar hang: Makranczi Zalán. Használtautó-kereskedő és író. A Dark Army tagja.
- Dominik Garcia mint Olivia Cortez

## Epizódok
A Mr. Robot epizódjainak listája

### Az epizódok elnevezése
Az egyes Mr. Robot epizódok nevei egy nem szokványos témát követnek. Minden rész címe felfogható egy fájlnévként is. A fájlnév eleje az évad és epizód számának jelölése. Ezt egy informatikában és az IT biztonság terén használt szakkifejezés követi. Ezeket általában az ebben a szubkultúrában népszerű írásmóddal írják, ahol egyes betűket hozzájuk alakjukban hasonló számokkal helyettesítenek, például az E betűt 3-as számmal, vagy az A betűt 4-gyel. A cím utolsó szakasza pedig végül egy fájlkiterjesztés. Az epizódcímek ezen felül gyakran kettős jelentést is hordoznak magukban. Példának okáért az eps1.3_da3m0ns.mp4 című epizód nevében a "daemons" egyszerre utal a bizonyos háttérben futó programok informatikai elnevezésére, és a bennünk rejlő metaforikus démonokra.

## Forgatás
A sorozat pilot epizódját az USA Network kábelcsatorna 2014 júliusában rendelte be. A teljes évados, tíz részre szóló berendelésre 2014 decemberében került sor. A forgatás 2015. április 3-án kezdődött, New Yorkban. A második évadot már a televíziós premiert megelőzően berendelte a csatorna, a második évadot legalább 10 epizódosnak tervezték, végül 12 rész látott napvilágot. A harmadik 2017 októberétől volt látható. A negyedik, egyben befejező évadot 2019 októberétől sugározták.

## Fogadtatás

### Díjak
A pilot epizódot először a South by Southwest filmfesztiválon vetítették le közönség előtt, 2015 márciusában. Az epizód kategóriájában elnyerte a fesztivál közönségdíját.
2015 novemberében a sorozat elnyerte a független filmeseknek odaítélt Gotham-díjat New-Yorkban.
2015 decemberében az Amerikai Filmintézet díjában részesült, az intézet az év 10 legkiemelkedőbb televíziós műsora közé válogatta be a sorozatot.
2016 januárjában a sorozat elnyerte a legjobb drámai tévésorozatnak járó Golden Globe-díjat, valamint a Mr. Robotban nyújtott alakításáért Christian Slater vehette át a legjobb, televíziós sorozatban játszó férfi mellékszereplőnek odaítélt Golden Globe-ot.

### Kritikai fogadtatás
A sorozattal kapcsolatban méltatták a technológiai részletek pontosságát, a fényképezést és a színészi játékot. Többen az év sorozataként hivatkoztak rá, és olyan ikonikus filmekkel hasonlították össze, mint a Harcosok klubja, az Amerikai pszichó, vagy a Taxisofőr.

## Nézettség
| Sorszám. | Cím                           | Dátum      | Nézettség (18-49) millió néző | Nézettség (teljes) millió néző | DVR (18–49) millió néző | DVR (teljes) millió néző | Összesen (18–49) millió néző | Összesen (teljes) millió néző |
| -------- | ----------------------------- | ---------- | ----------------------------- | ------------------------------ | ----------------------- | ------------------------ | ---------------------------- | ----------------------------- |
| 1        | eps1.0_hellofriend.mov        | 2015.06.24 | 0,5                           | 1,75                           | 0,4                     | 1,34                     | 0,9                          | 3,09                          |
| 2        | \|eps1.1_ones-and-zer0es.mpeg | 2015.07.01 | 0,6                           | 1,73                           | 0,6                     | 1,81                     | 1,2                          | 3,54                          |
| 3        | eps1.2_d3bug.mkv              | 2015.07.08 | 0,6                           | 1,60                           | 0,6                     | 1,45                     | 1,2                          | 3,05                          |
| 4        | eps1.3_da3m0ns.mp4            | 2015.07.15 | 0,4                           | 1,27                           | na.                     | na.                      | na.                          | na.                           |
| 5        | eps1.4_3xpl0its.wmv           | 2015.07.22 | 0,5                           | 1,38                           | na.                     | na.                      | na.                          | na.                           |
| 6        | eps1.5_br4ve-trave1er.asf     | 2015.07.29 | 0,4                           | 1,25                           | 0,5                     | 1,09                     | 0,9                          | 2,34                          |
| 7        | eps1.6_v1ew-s0urce.flv        | 2015.08.05 | 0,5                           | 1,15                           | 0,6                     | 1,27                     | 1,1                          | 2,42                          |
| 8        | eps1.7_wh1ter0se.m4v          | 2015.08.12 | 0,4                           | 1,24                           | 0,8                     | 1,44                     | 1,2                          | 2,68                          |
| 9        | eps1.8_m1rr0r1ng.qt           | 2015.08.19 | 0,5                           | 1,32                           | na.                     | na.                      | na.                          | na.                           |
| 10       | eps1.9_zer0-day.avi           | 2015.09.02 | 0,5                           | 1,21                           | na.                     | na.                      | na.                          | na.                           |